# 가메다번
가메다번(일본어: 亀田藩 가메다한[*])은 데와노쿠니에 존재했던 번으로, 번주는 이와키 가문이며, 번청은 가메다 성이었다.

## 번의 역사
겐나 6년(1620년)에 시나노 나카무라 번주가 된 이와키 요시타카는 겐나 9년(1623년)에 영지를 추가받은 뒤, 데와노쿠니 가메다 2만 석 영지로 전봉되었고, 이에 따라 가메다 번이 설치되었다. 간에이 5년(1628년)에 초대 번주 요시타카가 사타케 가문의 양자로 들어감에 따라, 숙부인 노부타카가 이와키 가문을 계승하였고, 혈연인 사타케 가문은 가메다 번의 토지 조사, 도시 건설 등을 전면적으로 지원하였다. 이후에도 사타케 가문 본가인 구보타 번은 가메다 번의 일에 개입하게 되었고, 이에 따라 분쟁이 일어나 사이가 좋지 않게 되었다. 결국 교호 3년(1718년), 노부타카 계통의 대가 단절되면서 구보타 번 사타케 가문과의 혈연관계 또한 끊어졌다. 그리고 6대 번주로 센다이번 다테 가문의 다카요시가 양자로서 부임하면서, 이후 다테 가문과 이와키 가문의 관계가 긴밀해지게 되었다.
게이오 4년(1868년) 보신 전쟁 때에는 오우에쓰 열번동맹에 참여하나, 구보타 번의 요청에 따라 혼조 번 (데와노쿠니), 신조번, 야시마번과 함께 동맹을 탈퇴하고, 신정부 측에 가담하였다. 하지만 가메다 번은 신정부군의 선봉에 서서 혹사당하다가, 쇼나이번에 대패한 신정부군에게 버림받고는 쇼나이 번의 설득에 응하여 다시 동맹 측과 화의를 맺는 등 변덕스러운 모습을 보였다. 이후 쇼나이 번과 함께 신정부 측에 대항하였지만 결국 패하고 항복하였다. 최종적으로 신정부의 적이 된 관계로 영지 2천 석을 삭감당하였다. 가메다 번은 폐번치현 때 폐지되었다.

## 역대 번주
1. 이와키 요시타카(岩城吉隆) 재위 1623년 ~ 1628년
2. 이와키 노부타카(岩城宣隆) 재위 1628년 ~ 1656년
3. 이와키 시게타카(岩城重隆) 재위 1656년 ~ 1704년
4. 이와키 히데타카(岩城秀隆) 재위 1704년 ~ 1718년
5. 이와키 다카쓰구(岩城隆韶) 재위 1718년 ~ 1745년
6. 이와키 다카요시(岩城隆恭) 재위 1745년 ~ 1782년
7. 이와키 다카노리(岩城隆恕) 재위 1782년 ~ 1817년
8. 이와키 다카히로(岩城隆喜) 재위 1817년 ~ 1854년
9. 이와키 다카나가(岩城隆永) 재위 1854년 ~ 1855년
10. 이와키 다카노부(岩城隆信) 재위 1855년
11. 이와키 다카마사(岩城隆政) 재위 1855년 ~ 1861년
12. 이와키 다카쿠니(岩城隆邦) 재위 1861년 ~ 1869년
13. 이와키 다카아키(岩城隆彰) 재위 1869년 ~ 1871년